# Haus Escherde
Haus Escherde ist ein Ortsteil der Kleinstadt Gronau (Leine) im niedersächsischen Landkreis Hildesheim.

## Geografie
Lage 
Haus Escherde befindet sich östlich von Elze zwischen den Naturparks Weserbergland und Harz. Es liegt an der Westflanke des Hildesheimer Walds.
In nördlicher Richtung außerhalb des Orts befinden sich die Reste einer alten Ringwallanlage, der Beusterburg.

## Geschichte

### Kloster Escherde
Im Jahr 1203 stiftete Lippold von Escherde mit Bestätigung des Hildesheimer Bischofs Hartbert die Kirche und vier Hofstellen in Groß Escherde für die Gründung eines Benediktinerinnenklosters. 1236 wurde dieses Kloster an die heutige Stelle am Hildesheimer Wald verlegt, die damals Bovingehusen hieß. 1264 ist die Namensänderung in Escherte belegt.

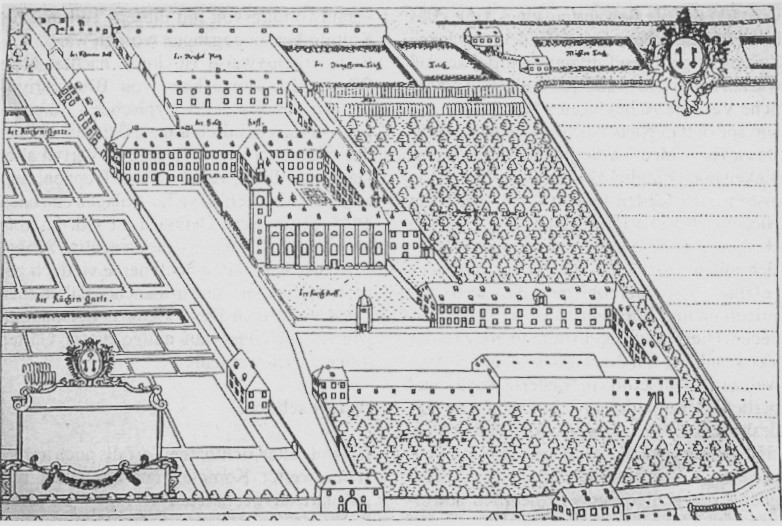
Perspektivische Darstellung des Klosters mit den Gärten (um 1720)

### Eingemeindungen
Am 1. März 1974 wurden die Gemeinden Haus Escherde und Eddinghausen in die Gemeinde Betheln eingegliedert.
Zum 1. November 2016 wurde wiederum Betheln mit vier anderen Gemeinden nach Gronau (Leine) eingemeindet.

## Politik

### Stadtrat und Bürgermeister
Seit dem 1. November 2016 wird Haus Escherde auf kommunaler Ebene vom Rat der Stadt Gronau (Leine) vertreten.

### Wappen
Der Gemeinde wurde das Kommunalwappen am 31. März 1939 durch den Oberpräsidenten der Provinz Hannover verliehen. Der Landrat aus Alfeld überreichte es am 6. Juli desselben Jahres.
| Wappen von Haus Escherde | Blasonierung: „Im silbernen Schild zwischen zwei aufgerichteten roten Schlüsseln mit abgewendeten Bärten ein im Blattteil zur Hälfte über die Schlüssel hinausragendes dreiblättriges grünes Kleeblatt.“ |
| Wappen von Haus Escherde | Wappenbegründung: Das im Jahre 1203 durch Lippold von Escherde an seinem Stammsitz Groß Escherde begründete Kloster ward bereits im Jahre 1236 nach dem Dorfe Bovingehusen, dem heutigen Haus Escherde, verlegt, wo es bis 1810 bestand. Das an den Toren des Klosters angebrachte Wappen seines Stifters ist die Grundlage für das neugeschaffene Wappen der Gemeinde Haus-Escherde. Während sie in den Schlüsseln das Symbol der Eigenständigkeit und der Verantwortung für ihre Verwaltung erblickt, erkennt sie im Kleeblatt Sinnbild und Unterpfand des Glückes ihres Gemeinwesens. |